# Salcedo (apellido)
El apellido Salcedo es un apellido español de origen vasco.

## Orígenes
Apellido derivado de la casa de los Ayala vascos.
Los que llevaron primero este apellido formaron parte de la nobleza titulada al ostentar el señorío de Gijón, el condado de Asturias y el gobierno general del Principado de Asturias, y entroncaron con casas ilustres de España. El apellido probó nobleza en las órdenes de Alcántara, Montesa, Calatrava, San Juan de Jerusalén y Santiago, así como en la Real Chancillería de Valladolid.

## Etimología
Del latín salicetum («sauceda», «lugar poblado de sauces») derivado de salix, salicis («sauce»).

## Armas
En campo de plata, un sauce arrancado, de sinople, cargado el tronco de un escudete de oro con cinco panelas de sinople, puestas en sotuer.